# Columbus (Indiana)
Columbus város az USA Indiana államában. Lakosainak száma 50 474 fő (2020. április 1.).

## Népesség
A település népességének változása:

| 2010 | 44 061 |
| 2020 | 50 474 |